# Karlsbäck
Karlsbäck is een plaats in de gemeente Bjurholm in het landschap Ångermanland en de provincie Västerbottens län in Zweden. De plaats heeft 53 inwoners (2005) en een oppervlakte van 22 hectare. De plaats is omringd door bos en ligt ongeveer 180 meter boven de zeespiegel.